# Jaborosa bergii
Jaborosa bergii är en potatisväxtart som beskrevs av Georg Hans Emmo Emo Wolfgang Hieronymus. Jaborosa bergii ingår i släktet Jaborosa och familjen potatisväxter. Inga underarter finns listade i Catalogue of Life.